# Super Zéro (Les Simpson)
Super Zéro est le seizième épisode de la vingt-quatrième saison de la série télévisée Les Simpson et le 524e épisode de la série. Il est diffusé pour la première fois le 17 mars 2013.

## Synopsis
Bart est accusé à tort d'avoir fait une "farce de Pâques" aux membres de la fanfare de l'école Élémentaire en ayant caché des œufs pourris dans les instruments à vent. Lisa interviendra et jouera les avocats pour défendre son frère. Pendant ce temps, M. Burns tente de réaliser son rêve de devenir un super-héros, Fruit Bat Man.